# 尾球木
尾球木（学名：Urobotrya latisquama）为山柚子科尾球木属下的一个种。